# Campament romà de La Cheppe
El campament romà o oppidum de La Cheppe, també conegut com a Vetus Catalaunum (Vella Cataló o Vell Catalaun), o també com El Camp d'Àtila, és un antic assentament celta, situat al terme municipal de La Cheppe (actual França), al departament del Marne.

## Toponímia
La menció escrita més antiga del lloc, del 850 dC, el cita com a Vetus Catalaunum, és a dir Vell Catalaun o Vella Cataló (actualment conegut com Vieux Chalons, pel fet de considerar-se la zona més antiga de la vila de Châlons-en-Champagne), també coneguda com Durocatalaunum. De fet, es creu que precisament en aquesta zona exacta era on hi havia Durocatalaunum o Catalaunum, la capital del poble gal dels Catalauns (Catalauni), de la mateixa manera que avui Châlons-en-Champagne és la capital de la regió de la Xampanya francesa. Aquests gals catalauni que alguns experts, com els francesos Fabien Regnier i Jean-Pierre Drouin, al seu llibre titulat Les peuples fondateurs a l'origine de la Gaule, consideren els avantpassats dels actuals catalans de la península Ibèrica.
En aquest emplaçament, per tant, d'una gran importància històrica, la majoria d'experts creuen que es va produir el transcendental enfrontament dels exèrcits romans i gals contra l'armada dels huns d'Àtila. Es per aquest motiu que el lloc es relaciona amb els Camps Catalàunics i que, a partir del segle xvii, va ser també conegut amb el nom de "Camp d'Àtila". Com a oppidum, es creu que també va servir també d'assentament militar als romans.
El lloc de La Cheppe també s'anomena a Fanomin, pel fet d'estar consagrat a la deessa Fanum Minervae, és a dir, per acollir un Temple a la deessa Minerva. Figura a l'Itinerari d'Antoni i, a causa d'una errada de transcripció, també a la Taula de Peutinger (antigament coneguda com la Taula de Teodosià) .

## Camp d'Àtila

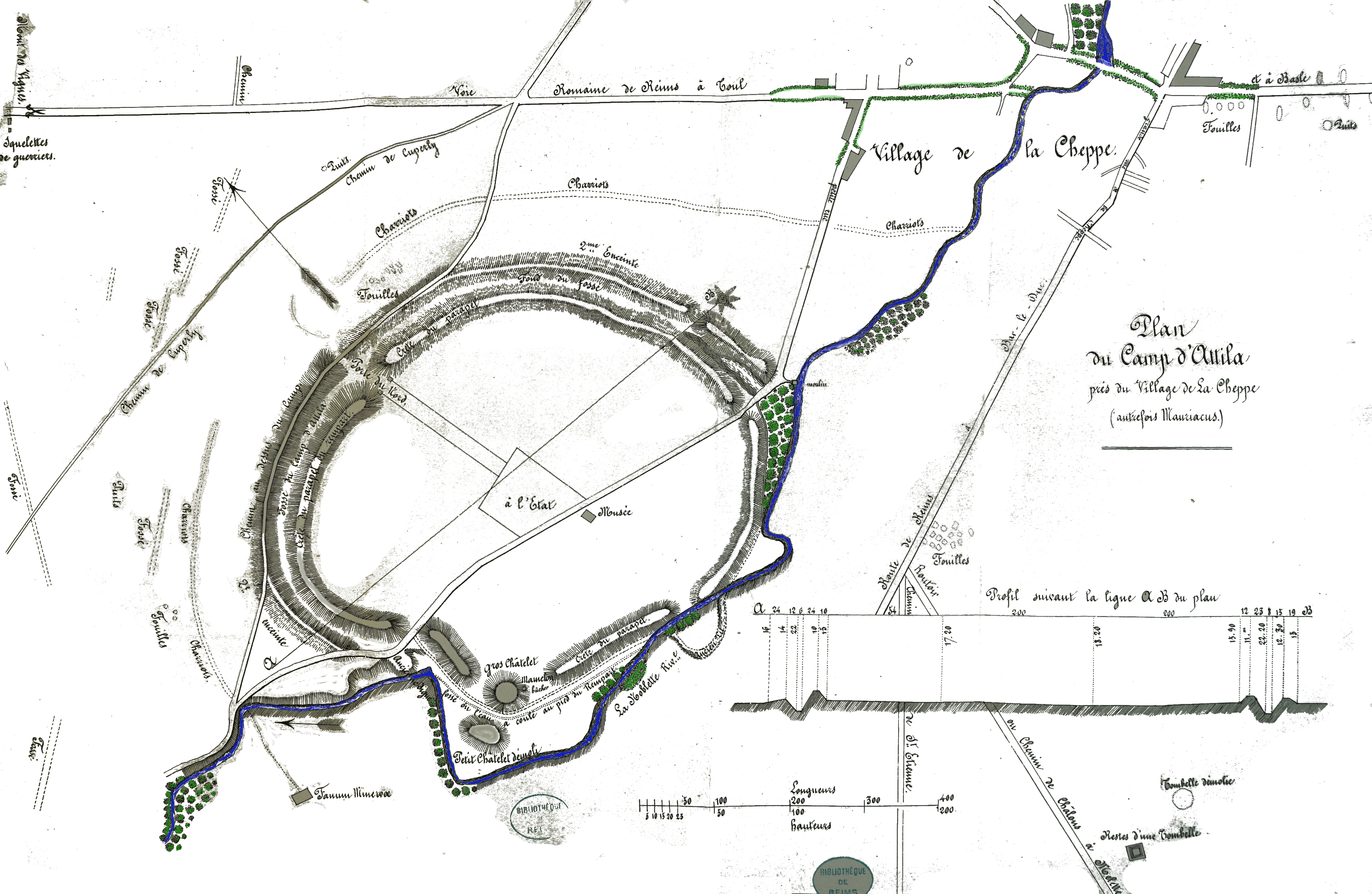
El campament aixecat al, amb el túmul, els pous...

El lloc anomenat "Camp dÀtila" i els seus voltants serien, segons la majoria d'investigadors, el lloc on es va produir la famosa i important Batalla dels Camps Catalàunics, que hauria tingut lloc l'any 451 dC, i on es van enfrontar diversos milers d'homes. La lluita principal hauria tingut lloc a un pujol anomenat l'Ahan dels diables. Es creu que el nom d'Ahan prové del del soroll que feien els soldats per enterrar els seus morts. Si bé és possible que aquest lloc relacioni amb Àtila i amb els Camps Catalàunics, del seu pas no en resta cap rastre i cap font històrica s'hi refereix directament.
D'altra banda, aquest vast recinte protohistòric anomenat "Camp d'Àtila", que data del segle I aC, es creu que també fou un vestigi d'un oppidum gal, ocupat aleshores pels romans, d'unes trenta hectàrees. La forma és el·líptica, amb fortificacions, terrassa i séquies altes d'uns set metres. Una palissada envoltava el campament i les muralles fins al cim. El campament és a la riba de la Noblette. Tanmateix, la vegetació fa temps que ha recuperat els seus drets i envolta el campament amb una gruixuda barrera d'arbres, creant un lloc tranquil i allunyat del món.
A l'edat mitjana s'hi van construir dos túmuls medievals. A la regió, es parlava d'aquest oppidum com el Vetus Catalaunum, antiga Cataló que va donar lloc a l'actual Châlons-sur-Marne o Châlons-en-Champagne. El nou nom de Camp d'Àtila, en canvi, no va aparèixer fins al segle xvii.
Durant la Primera Guerra Mundial, el Camp d'Àtila va servir com a dipòsit de municions (veure la galeria de fotos a l'article La Cheppe).

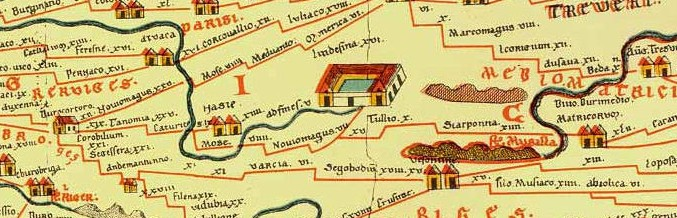
La carretera de Reims a Metz.

Aquesta zona tan especial de la Vetus Catalaunum es troba a l'oest de la ciutat de La Cheppe, cap a Cuperly, entre el llit pantanós de la riera de Noblette, que el voreja al sud, i que constitueix una de les seves defenses naturals, i la via romana de Reims-Toul-Metz, que el recorre cap al nord.

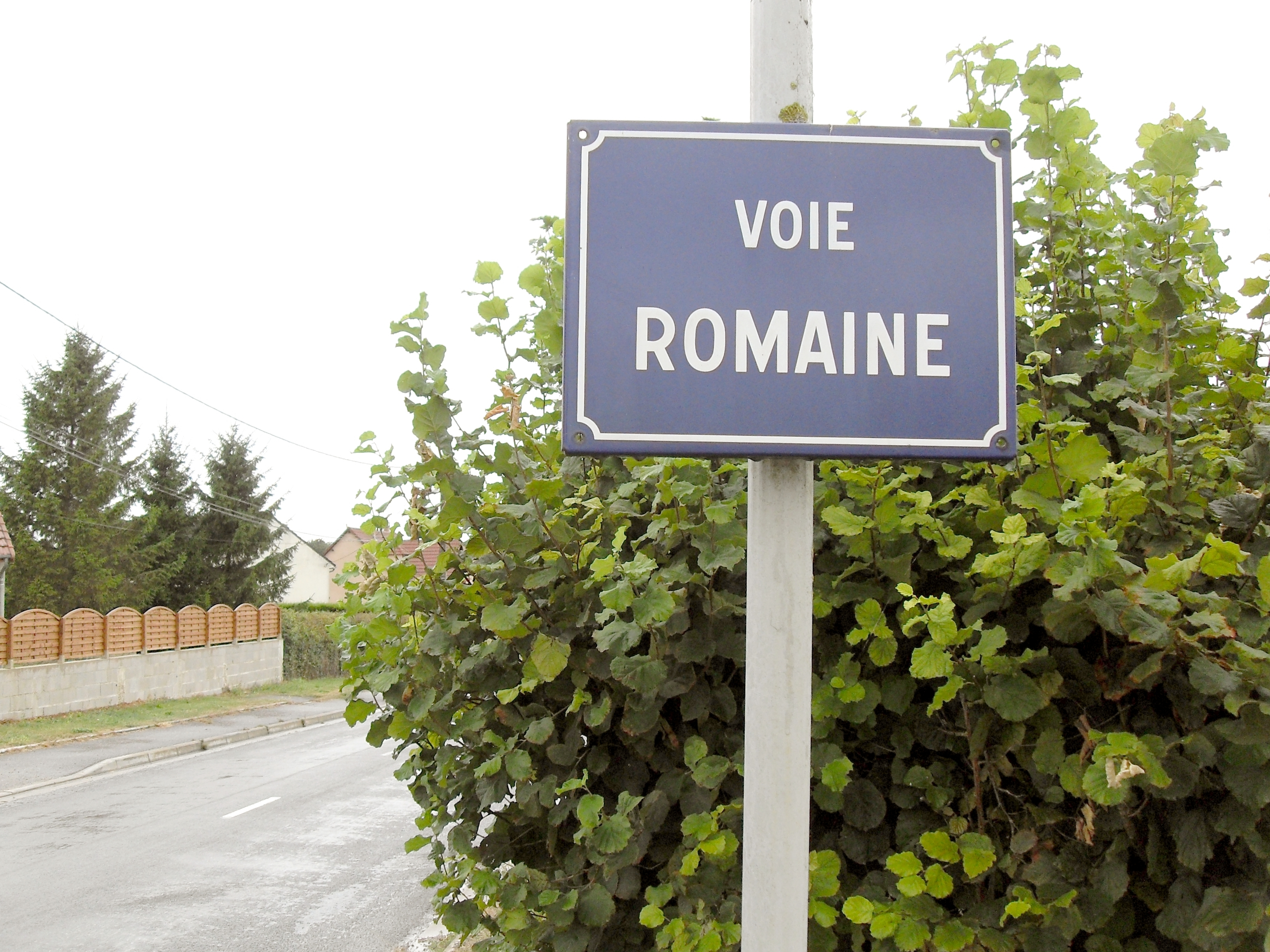
Via romana.

La via romana que passa a prop de la Vetus Catalaunum, i la immensa plana, fan pensar als experts que aquest podria ser el lloc on es va produir la batalla contra els huns d'Àtila. Tanmateix, el campament no va ser designat amb el nom de "Camp d'Àtila» fins a partir del segle xvii, per Adrien Sanson, geògraf del rei Lluís XIII de França.

### Excavacions

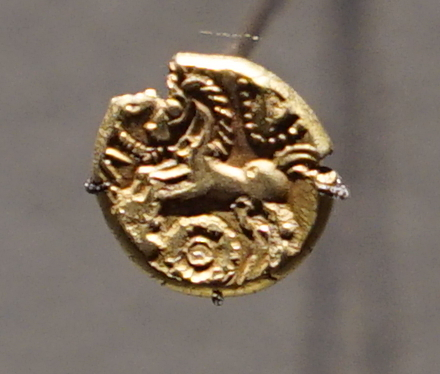
Moneda gala trobada a La Cheppe.

Napoleó III, fascinat per la història, va fer excavar la zona entre els anys 1861 i 1865 pel professor local P.H. Létaudin, qui va descobrir 87 fosses qualificades com a fons de cabanes, així com una antiga necròpolis de la cultura de La Tène.
Noves excavacions, realitzades a finals del segle xix, van treure a la llum ceràmiques, collarets de bronze i diverses peces de ferro forjat de l'època gal·la, la majoria de les quals es conserven al museu de Saint-Germain-en-Laye. Entre els anys 1965 i 1968, en J. Grasset va descobrir, als peus del túmul del castell inclòs a l'oppidum, tres sílex i ceràmica que mostren el seu ús en època gal·loromana.
El campament romà va ser classificat com a monument històric l' any 1862.